# 维鲁杜纳加尔
维鲁杜纳加尔（Virudhunagar），是印度泰米尔纳德邦Virudhunagar县的一个城镇。总人口73003（2001年）。

## 人口
该地2001年总人口73003人，其中男性36392人，女性36611人；0—6岁人口7192人，其中男3730人，女3462人；识字率79.84%，其中男性为83.55%，女性为76.15%。